# Ameisensäuregärung
Die Ameisensäuregärungen sind Wege des Abbaus von Zuckern zur Energiegewinnung unter anoxischen Bedingungen, die bei einigen fakultativ anaeroben Bakterien vorkommen, insbesondere bei den Enterobakterien. Der Abbau der Zucker verläuft auf verschiedenen Wegen und es werden eine Reihe von Endprodukten gebildet. Ein charakteristisches End- bzw. Zwischenprodukt ist in jedem Fall Formiat (Anion der Ameisensäure). Formiat wird vollständig oder teilweise ausgeschieden oder in molekularen, elementaren Wasserstoff (H2) und Kohlenstoffdioxid (CO2) gespalten.
Man unterscheidet zwei Typen von Ameisensäuregärung:
- 2,3-Butandiol-Gärung, bei der als charakteristisches Endprodukt 2,3-Butandiol gebildet wird und Säuren nur in geringer Menge gebildet werden. Der pH-Wert des Kulturmediums sinkt deshalb nur geringfügig ab. Als charakteristisches Zwischenprodukt kann das als Vorläufer des 2,3-Butandiol gebildete Acetoin mit der Voges-Proskauer-Reaktion nachgewiesen werden.
- Gemischte Säuregärung, bei der eine Reihe von Säuren (Milchsäure, Essigsäure, Bernsteinsäure) in größerer Menge, jedoch kein 2,3-Butandiol und kein Acetoin gebildet werden. Der pH-Wert des Kulturmediums sinkt deshalb deutlich ab, der Test auf Acetoin mit der Voges-Proskauer-Reaktion fällt negativ aus.

Das Vorliegen einer dieser beiden Gärungen ist ein wichtiges Unterscheidungsmerkmal bei der Identifizierung der Enterobakterien.